# Gigantochloa
Els bambús del gènere Gigantochloa de la subfamília bambusoideae de la família Poaceae, són plantes de clima tropical, amb rizoma simpoidal.

## Taxonomia
- Gigantochloa albociliata
- Gigantochloa apus
- Gigantochloa atroviolacea
- Gigantochloa hasskarliana
- Gigantochloa levis
- Gigantochloa pseudoarundinacea
- Gigantochloa robusta
- Gigantochloa verticillata
- etc.